# Alborz (provins)
Alborz (eller Elburz, persiska استان البرز , Ostan-e Alborz) är en provins i norra Iran, och omfattar bland annat en del av bergskedjan Elburz. Provinsen bildades den 23 juni 2010, från att tidigare utgjort den västra delen av provinsen Teheran. Karaj är administrativ huvudort och största stad.

## Administrativ indelning
Provinsen Alborz var vid folkräkningen 2016 indelad i sex delprovinser (shahrestan), i sin tur indelade på ytterligare administrativa nivåer.
- Eshtehard
- Fardis
- Karaj
- Nazarabad
- Savojbolagh
- Taleqan